# Hartha
Hartha – miasto w Niemczech, w kraju związkowym Saksonia, w okręgu administracyjnym Chemnitz, w powiecie Mittelsachsen (do 31 lipca 2008 w powiecie Döbeln).

## Geografia
Hartha leży na zachód od miasta Döbeln, na trasie drogi krajowej B175 i B176.

## Współpraca
- Fröndenberg/Ruhr, Nadrenia Północna-Westfalia

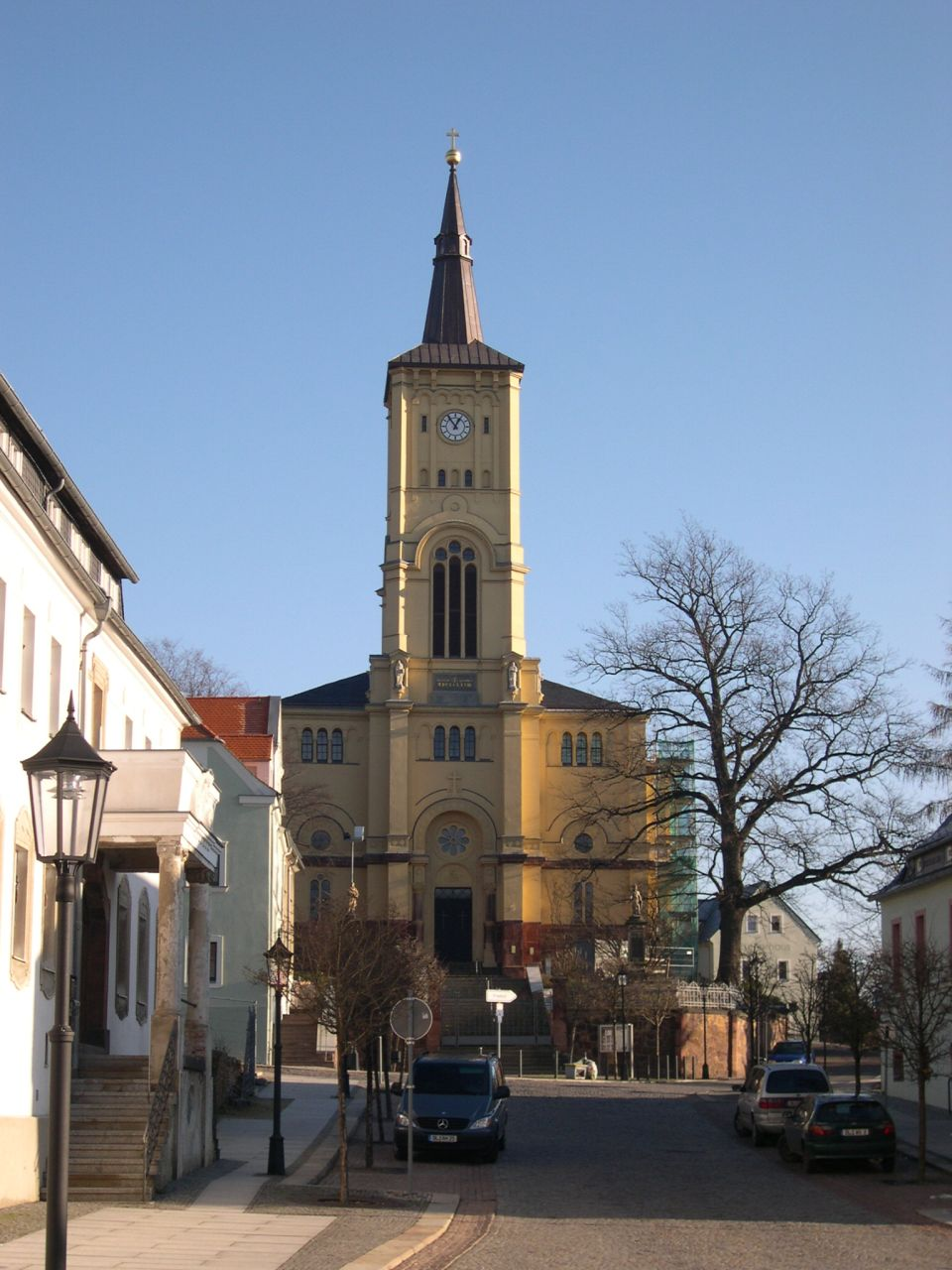
Kościół